# Frassinelle Polesine
Frassinelle Polesine é uma comuna italiana da região do Vêneto, província de Rovigo, com cerca de 1.626 habitantes. Estende-se por uma área de 21 km², tendo uma densidade populacional de 77 hab/km². Faz fronteira com Arquà Polesine, Canaro, Fiesso Umbertiano, Pincara, Polesella, Villamarzana.

## Demografia
| Variação demográfica do município entre 1861 e 2011                               |
|                                                                                   |
| Fonte: Istituto Nazionale di Statistica (ISTAT) - Elaboração gráfica da Wikipedia |